# 裕樹
裕樹（ゆうき、1982年11月6日 - ）は、日本の男性キックボクサー。福岡県出身。ANCHOR GYM所属。初代RISEスーパーフェザー級王者。初代RISEライト級王者。第3代RISEスーパーライト級王者。RISE史上初3階級制覇。

## 人物
必殺技はローキックである。裕樹の友人でもある同じくキックボクサーの"狂拳"竹内裕二は裕樹のローキックを苦手としている。
2010年のK-1 WORLD MAX 2010 〜-63kg Japan Tournament 1st Round〜では、試合後に倒れた対戦相手である"狂拳"竹内裕二の元に駆け寄り竹内の体調を気遣ったり、K-1 WORLD MAX 2010 〜-63kg Japan Tournament FINAL〜の会見では、対戦相手である大和哲也に「悪童と呼ばれているらしいですが、良い人。」と称賛され、会見会場でも出席者をユニークなコメントで笑わせたり、異名とは裏腹に人柄の良い人物である。
龍二とはリアルディールの元同門であり慕っている。

## 来歴
2005年7月31日、R.I.S.E. XVIIで尾崎圭司と対戦し、左腕の骨折によりタオルが投入されTKO負け。長期欠場を余儀なくされた。
2006年9月24日、R.I.S.E. MIGHTY EIGHTY TOURNAMENT '06で1年2か月ぶりに復帰し、村浜武洋に判定勝ち。
2008年7月4日、R.I.S.E. 48で行なわれた60kg CHAMPION MATCHで"狂拳"竹内裕二と対戦し、延長Rにタオル投入によるTKO勝ちを収め60kg王座を獲得した。
2009年1月31日、R.I.S.E. 52で行なわれた王座防衛戦で板橋寛の挑戦を受け、0-3の判定負けで王座から陥落した。
2009年4月21日、K-1 WORLD MAX 2009 FINAL16で山本真弘とオープニングファイトで対戦。3Rに山本が放った跳び膝蹴りが直撃しダウン、そのまま判定にもつれ込み判定負け。試合後のインタビューで山本は「今までで一番苦戦した相手」と答える。この試合は今大会で谷川貞治イベントプロデューサーがベストファイトに選出した。
2010年5月2日、K-1 WORLD MAX 2010 〜-63kg Japan Tournament 1st Round〜で"狂拳"竹内裕二と対戦し、2Rに右ハイキックでKO勝ち。
2010年7月5日、K-1 WORLD MAX 2010 〜-63kg Japan Tournament FINAL〜では、準々決勝で大和哲也と対戦し、左フックでKO負け。優勝した大和は約一年後のインタビューで「日本人と向き合って"このひとは強いな"って感じたのはあのひとが初めてですね。」と祐樹を強敵と認めている。
2010年10月3日、RISE 71で行なわれた初代RISEライト級王者決定戦・準決勝で巨輝と対戦し、3-0の判定勝ちを収めた。
2010年12月19日、RISE 73Rで行なわれた初代RISEライト級王者決定戦で吉本光志と対戦し、左ローキックによるKO勝ちで王座を獲得した。
2011年6月25日、K-1 WORLD MAX 2011 -63kg Japan Tournament FINAL1回戦で、Krush -63kg初代王座決定トーナメント準優勝卜部功也と対戦し、2Rに右バックハンドブローでダウンを奪われ0-2の判定負けを喫した。
2014年12月29日、大田区総合体育館でのBLADE 1-BLADE FIGHTING CHAMPIONSHIP-BLADE FC JAPAN -61kgでは64キロ契約の初代Bigbangスーパーライト級王者・谷山俊樹に僅差判定で勝利。

## 戦績[8]
| キックボクシング 戦績 | キックボクシング 戦績 | キックボクシング 戦績 | キックボクシング 戦績 | キックボクシング 戦績 | キックボクシング 戦績 | キックボクシング 戦績 |
| --------------------- | --------------------- | --------------------- | --------------------- | --------------------- | --------------------- | --------------------- |
| 70 試合               | (T)KO                 | 判定                  | その他                | 引き分け              | 無効試合              |                       |
| 46 勝                 | 30                    |                       |                       | 2                     |                       |                       |
| 23 敗                 |                       |                       |                       | 2                     |                       |                       |

| 勝敗 | 対戦相手                   | 試合結果                                        | 大会名 | 開催年月日     |
| ×    | 那須川天心                 | 2R 2:56 TKO（飛び膝蹴り）                       | RISE DEAD OR ALIVE OSAKA | 2020年11月1日  |
| ×    | ロッタン・ジットムアンノン | 3R終了 判定0-3                                  | RISE 129 | 2018年11月17日 |
| ○    | 野辺広大                   | 4R 1:20 KO（左ローキック）                      | RISE 125 | 2018年6月17日  |
| ○    | 辻出優翔                   | 4R 判定3-0                                      | HOOST CUP KINGS KYOTO 4～闘魂伝承～                                                                                                   | 2018年2月25日  |
| △    | ダルビッシュ黒木           | 3R 判定1-0                                      | RIZIN FIGHTING WORLD GRAND-PRIX 2017 1st ROUND -秋の陣-                                                                               | 2017年10月15日 |
| ×    | チャンヒョン・リー         | 2R 2:58 KO（3ノックダウン：左フック）           | RISE 118 【RISEスーパーフェザー級次期挑戦者決定戦】                                                                                   | 2017年7月17日  |
| ○    | イリアス・ハジューイ       | 3R 1:54 KO（左ローキック）                      | HOOST CUP KINGS OSAKA | 2016年10月2日  |
| ×    | ピエトロ・ドウリャ         | 3R 判定1-2                                      | REBELS.43 | 2016年6月1日   |
| ×    | 鈴木博昭                   | 3R 判定0-2                                      | RISE 110 | 2016年3月26日  |
| ○    | ユーリー・スマンス         | 3R 判定2-0                                      | HOOST CUP KINGS WEST2～浪速の乱～ | 2015年11月29日 |
| ×    | ザカリア・ゾウガリー       | 2R 2:04 TKO（左飛び膝蹴り）                     | RISE 105 | 2015年5月31日  |
| ○    | 谷山俊樹                   | 4R 判定2-1                                      | BLADE 1-BLADE FIGHTING CHAMPIONSHIP-BLADE FC JAPAN -61kg                                                                              | 2014年12月29日 |
| ○    | 巨輝                       | 5R 判定3-0                                      | RISE 101 【RISEスーパーライト級王座決定戦】                                                                                           | 2014年9月28日  |
| ×    | MASAYA                     | 3R 判定0-3                                      | SHOOT BOXING2014 act.1 | 2014年2月23日  |
| ×    | 麻原将平                   | 3R 判定0-2                                      | RISE 97 【RISEライト級（-63kg）次期挑戦者決定トーナメント決勝】                                                                       | 2014年1月25日  |
| ○    | 達晃                       | 3R 判定3-0                                      | RISE 97 【RISEライト級（-63kg）次期挑戦者決定トーナメント準決勝】                                                                     | 2014年1月25日  |
| ×    | 鈴木博昭                   | 3R 判定0-3                                      | SHOOT BOXING BATTLE SUMMIT～GROUND ZERO TOKYO 2013 【S-cup2013 65kg日本トーナメント準決勝】                                           | 2013年11月16日 |
| ○    | 高橋誠治                   | 1R 1:07 KO                                      | SHOOT BOXING BATTLE SUMMIT～GROUND ZERO TOKYO 2013 【S-cup2013 65kg日本トーナメント一回戦】                                           | 2013年11月16日 |
| ×    | 小宮山工介                 | 3R 判定0-2                                      | RISE 93 | 2013年6月9日   |
| ×    | 野杁正明                   | 2R 1:35 TKO                                     | Road to GLORY JAPAN 【Road to GLORYトーナメント決勝】                                                                                 | 2013年3月10日  |
| ○    | 藤田ゼン                   | 2R 2:42 TKO                                     | Road to GLORY JAPAN 【Road to GLORYトーナメント準決勝】                                                                               | 2013年3月10日  |
| ○    | モハン・ドラゴン           | 3R 判定3-0                                      | Road to GLORY JAPAN 【Road to GLORYトーナメントFINAL8】                                                                               | 2013年3月10日  |
| ×    | イ・ソンヒョン             | 4R 1:58 TKO（レフェリーストップ）               | RISE 91/M-1MC ～INFINITY.II～ 【RISEライト級タイトルマッチ】                                                                          | 2013年1月6日   |
| ○    | ハヴィエル・エルナンデス   | 2R 2:03 KO（ローキック）                        | RISE 90 | 2012年10月25日 |
| ×    | イ・ソンヒョン             | 3R 判定0-2                                      | RISE 88 | 2012年6月2日   |
| ○    | 渡辺理想                   | 5R 判定2-0                                      | RISE 87 【RISEライト級タイトルマッチ】（防衛1）                                                                                       | 2012年3月24日  |
| ×    | 卜部功也                   | 3R 判定0-2                                      | K-1 WORLD MAX 2011 -63kg Japan Tournament FINAL 【1回戦】                                                                             | 2011年6月25日  |
| ○    | 吉本光志                   | 2R 2:09 KO（左ローキック）                      | RISE 73R 【初代RISEライト級王者決定戦】                                                                                               | 2010年12月19日 |
| ○    | 巨輝                       | 4R 判定3-0                                      | RISE 71 【初代RISEライト級王者決定戦 準決勝】                                                                                         | 2010年10月3日  |
| ×    | 大和哲也                   | 1R 3:03 KO（左フック）                          | K-1 WORLD MAX 2010 〜-70kg World Championship Tournament FINAL16 / -63kg Japan Tournament FINAL〜 【-63kg Japan Tournament 準々決勝】 | 2010年7月5日   |
| ○    | "狂拳"竹内裕二             | 2R 1:53 KO（右ハイキック）                      | K-1 WORLD MAX 2010 〜-63kg Japan Tournament 1st Round〜 【1回戦】                                                                     | 2010年5月2日   |
| ○    | 大石駿介                   | 4R 判定3-0                                      | RISE 61 | 2010年1月24日  |
| ○    | 大石智斗                   | 1R 2:44 KO（左フック）                          | BATTLE EVENT REALDEAL 14 | 2009年12月12日 |
| ○    | 昇侍                       | 3R 0:48 KO（左ローキック）                      | RISE 57 | 2009年7月26日  |
| ×    | 山本真弘                   | 3R 判定0-3                                      | K-1 WORLD MAX 2009 World Championship Tournament FINAL16 【オープニングファイト】                                                     | 2009年4月21日  |
| ×    | 板橋寛                     | 5R 判定0-3                                      | R.I.S.E. 52 【R.I.S.E.60kg級チャンピオンマッチ】                                                                                      | 2009年1月31日  |
| ×    | TURBΦ                      | 4R 判定0-3                                      | R.I.S.E. 51 | 2008年11月30日 |
| ○    | "狂拳"竹内裕二             | 4R 1:15 TKO（タオル投入：ローキックのダメージ） | R.I.S.E. 48 〜THE KING OF GLADIATORs '08〜 【60kg CHAMPION MATCH】                                                                    | 2008年7月4日   |
| ○    | ファイヤー原田             | 1R 1:42 KO（右ローキック）                      | R.I.S.E. 46 〜THE KING OF GLADIATORs '08〜 【60kg CHAMPION MATCH】                                                                    | 2008年5月11日  |
| ×    | 池井佑丞                   | 2R 0:25 KO（左膝蹴り）                          | R.I.S.E. DEAD OR ALIVE TOURNAMENT '07 【1回戦】                                                                                       | 2007年12月16日 |
| ○    | 水谷秀樹                   | 3R 判定3-0                                      | R.I.S.E. -β- "L7" 【DoA '07 LAST SURVIVAL】                                                                                           | 2007年10月28日 |
| ○    | 孫煌進                     | 3R 判定3-0                                      | R.I.S.E. -α- "THE FACE" | 2007年8月26日  |
| ×    | HAYATO                     | 3R 判定0-3                                      | R.I.S.E. FLASH to CRUSH TOURNAMENT '07                                                                                                | 2007年6月17日  |
| ×    | 大野崇                     | 3R 判定0-2                                      | R.I.S.E. FIREBALL 1 | 2007年4月12日  |
| ×    | 尾崎圭司                   | 2R 1:58 KO（2ノックダウン：左ローキック）       | R.I.S.E. DEAD or ALIVE TOURNAMENT '06 【準決勝】                                                                                      | 2006年12月17日 |
| ○    | 喜入衆                     | 3R 判定2-0                                      | R.I.S.E. DEAD or ALIVE TOURNAMENT '06 【1回戦】                                                                                       | 2006年12月17日 |
| ○    | 村浜武洋                   | 3R 判定3-0                                      | R.I.S.E. MIGHTY EIGHTY TOURNAMENT '06                                                                                                 | 2006年9月24日  |
| ×    | 尾崎圭司                   | 2R 0:43 TKO（タオル投入：左腕骨折）             | R.I.S.E. XVII | 2005年7月31日  |
| ○    | 拳士                       | 3R 1:26 KO（左ローキック）                      | IKUSA YGZ04 -BIRD-BASE- 【IKUSA-U70戦王JUDGEMENT GAME】                                                                               | 2005年3月12日  |
| ×    | 菊池浩一                   | 1R 1:26 KO（3ノックダウン：左ローキック）       | R.I.S.E. DEAD or ALIVE Tournament '04 【決勝】                                                                                        | 2004年12月19日 |
| ○    | 白須康仁                   | 3R 判定3-0                                      | R.I.S.E. DEAD or ALIVE Tournament '04 【準決勝】                                                                                      | 2004年12月19日 |
| ○    | 阿部勝                     | 3R 1:55 KO（2ダウン：左ローキック）             | R.I.S.E. DEAD or ALIVE Tournament '04 【1回戦】                                                                                       | 2004年12月19日 |
| ○    | 剣                         | 2R 0:42 KO（3ノックダウン：ローキック）         | R.I.S.E. IX | 2004年9月26日  |
| ×    | 菊池浩一                   | 5R 判定0-3                                      | SHOOT BOXING ∞-S -Infinity-S- vol.3                                                                                                   | 2004年6月4日   |
| ○    | A.KAMINE                   | 4R 判定3-0                                      | R.I.S.E. VII | 2004年4月29日  |
| ×    | 宍戸大樹                   | 3R 判定0-3                                      | FUTURE FIGHTER IKUSA 5 〜乱〜 MONKEYMAGIC 【シュートボクシングIKUSA特別ルール】                                                       | 2004年1月24日  |
| ○    | 南本隆之                   | 3R 0:49 KO（ローキック）                        | IKUSA「Young Gunners 2」 | 2003年11月16日 |

## 獲得タイトル
- 初代R.I.S.E.60kg級（現・スーパーフェザー級）王座
- 初代RISEライト級王座
- 第3代RISEスーパーライト級王座